# Janet’s Foss

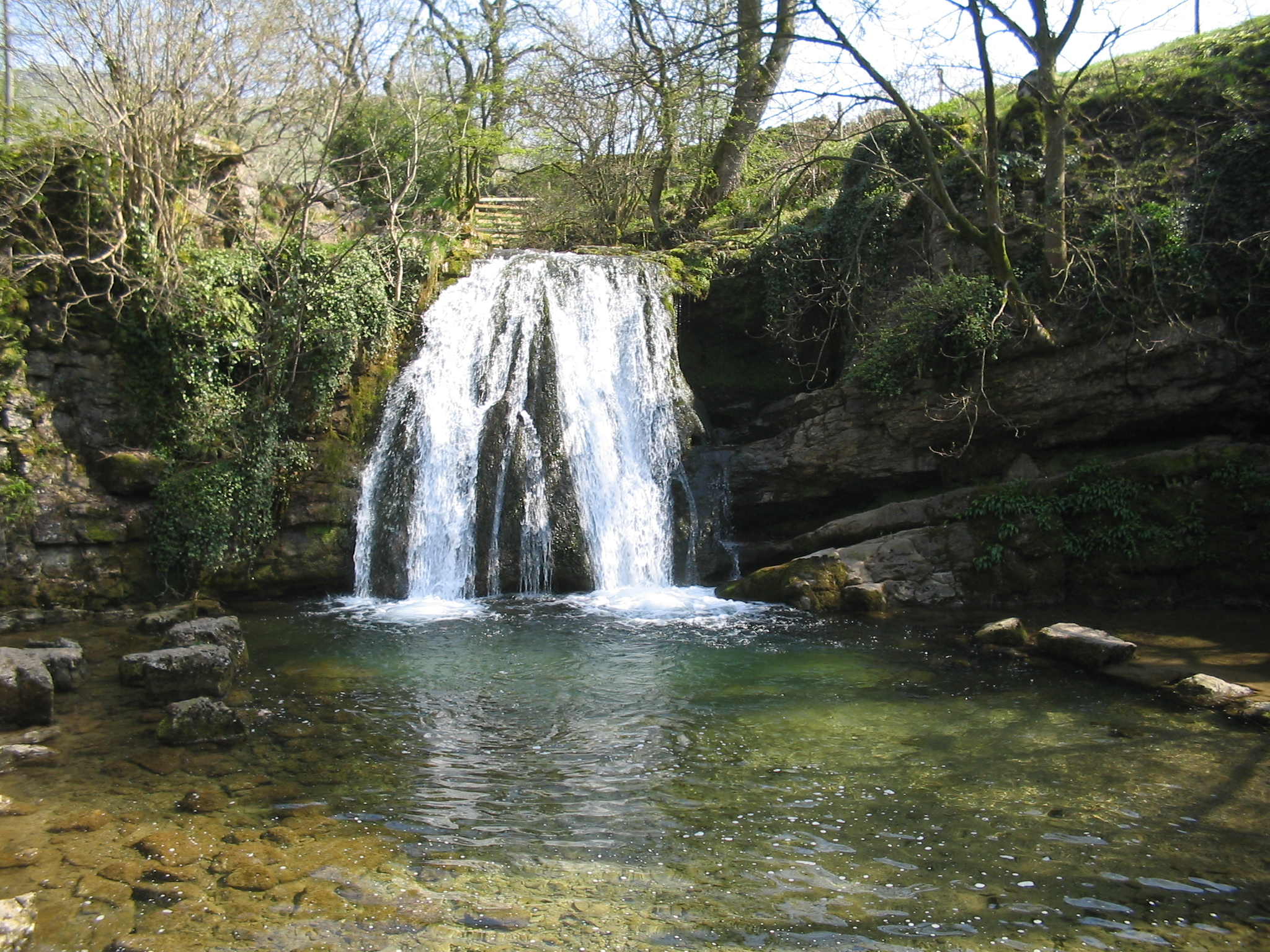
Janet’s Foss

Janet’s Foss ist ein kleiner Wasserfall in der Nähe des britischen Ortes Malham, North Yorkshire.
Durch den Wasserfall fließt der Bach Gordale Beck, ein Zufluss der Aire, in ein größeres Becken. In diesem Becken wurden in der Vergangenheit Schafe vor dem Scheren Ende Juni gewaschen, um die Wolle zu säubern und das Wachstum anzuregen. Zudem wurde das kleine Felsplateau beim Wasserfall für Feste genutzt.
Der Name Janet (manchmal auch: Jennet) bezieht sich auf eine Feenkönigin, die dem Volksglauben zufolge in der Nähe wohnte. Foss ist ein nordisches Wort für „Wasserfall“, das in Skandinavien noch gebräuchlich ist und bei anderen englischen Wasserfällen die Form force hat.

## Belege
1. ↑  Infoseite über Malham zu Janet’s Foss